# Magyarországi Németek Országos Önkormányzata
A Magyarországi Németek Országos Önkormányzata (röviden: MNOÖ, németül: Landesselbstverwaltung der Ungarndeutschen, LdU) a Magyarországon élő német kisebbség országos érdekképviseleti szervezete.

## Magyarországi Németek Országos Önkormányzata
1994 decembere, a kisebbségi önkormányzatok megválasztása után 1995. március 11-én választotta meg a német kisebbség elektori gyűlése a magyarországi németek politikai és kulturális képviseleti szervét, a Magyarországi Németek Országos Önkormányzatát. A 2011. évi CLXXIX. nemzetiségi törvény által kínált lehetőségek szerint az MNOÖ egy modern kisebbségpolitikát kíván megvalósítani.
Az önkormányzat fő célja a nyelv, a szellemi örökség, a történelmi tradíciók, a magyarországi német identitás megőrzése és támogatása. Ide tartozik kulturális területen a német anyanyelv megőrzése és ápolása, oktatási területen a német nyelv oktatásának támogatása a magyar iskolarendszerben, nemzetközi kapcsolatok terén pedig a németországi cserekapcsolatok ápolása partneri kapcsolatok és programok révén.
A kulturális autonómia megvalósítása, vagyis a magyarországi német intézmények saját fenntartásba történő átvétele biztosítja az MNOÖ fő tevékenységi körét.
Ezzel egyidejűleg támogatja Magyarország és szomszédai, mindenekelőtt a német nyelvű országok közötti partneri együttműködést.

### Az országos önkormányzat felépítése
Az országos önkormányzat 406 helyi nemzetiségi önkormányzat, valamint több mint 500 kulturális csoport és magyarországi német egyesület ernyőszervezete.

## Elnökök
- Heinek Ottó (1999–2018)
- Schubert Olívia (2018–2019)
- Englenderné Hock Ibolya (2019– )

## Választási eredmények
2014-től aki valamely nemzetiségi közösséghez tartozik, kérheti, hogy az országgyűlési választáson nemzetiségi választópolgárként szerepeljen a névjegyzékben, és nemzetiségi listákra szavazhasson.
Az országgyűlési választáson a nemzetiségi lista állításához a nemzetiségi önkormányzatoknak is ajánlásokat kell összegyűjteniük. Nemzetiségi lista akkor állítható, ha az ajánlások száma eléri a névjegyzékben nemzetiségiként szereplő választópolgárok számának egy százalékát, de legfeljebb 1500-at.
A mandátumkiosztáskor a nemzetiségi listák szavazatait is figyelembe veszik. Ha egy nemzetiség megszerezte az összes országos listás szavazat kilencvenharmad részének negyedét, egy kedvezményes mandátumhoz jut.
Azok a nemzetiségek, amelyek nem jutottak mandátumhoz, egy nemzetiségi szószólót (a lista első helyezettje) küldhetnek az országgyűlésbe. A szószólót az országgyűlési képviselőkkel azonos jogok illetik meg, leszámítva, hogy nem szavazhat a parlament döntéseikor.

### Országgyűlési választások
| Választás | Szavazatok száma | Kedvezményes kvóta | Mandátumok száma | Mandátumok aránya |
| --------- | ---------------- | ------------------ | ---------------- | ----------------- |
| 2014-es   | 15 209           | 22 022             | 0 / 199          | 0,00%             |
| 2018-as   | 26 477           | 23 829             | 1 / 199          | 0,5%              |
| 2022-es   | 24 630           | 23 085             | 1 / 199          | 0,5%              |

#### 2014-es országgyűlési választás
Az országgyűlési választásra a MNOÖ országos listát állított. A német nemzetiségi lista első 5 helyén az alábbi képviselőjelöltek álltak:
| MNOÖ nemzetiségi lista 2014 | MNOÖ nemzetiségi lista 2014 | MNOÖ nemzetiségi lista 2014 |
| --------------------------- | --------------------------- | --------------------------- |
| Jelöltek                    | 1.                          | Heinek Ottó                 |
| Jelöltek                    | 2.                          | Ritter Imre                 |
| Jelöltek                    | 3.                          | Englenderné Hock Ibolya     |
| Jelöltek                    | 4.                          | Bárkányi Judit              |
| Jelöltek                    | 5.                          | Manz József György          |

A választáson a listának nem sikerült a kedvezményes mandátum megszerzése.
A listavezető Heinek Ottó nem vette át mandátumát, így Ritter Imre lett az Országgyűlés történetének első német nemzetiségi szószólója.

#### 2018-as országgyűlési választás
A Magyarországi Németek Országos Önkormányzata programját 2016-ban „Steh dazu! A Magyarországi Németek Országos Önkormányzata stratégiája 2020-ig”  címen hozta nyilvánosságra.
A választás időpontját Áder János köztársasági elnök 2018. április 8-ra tűzte ki.
A Nemzeti Választási Iroda 2018. március 4-én nyilvántartásba vette a MNOÖ nemzetiségi listáját, melyen 28 jelölt szerepel.
Az országos lista első 5 képviselőjelöltje:
| MNOÖ nemzetiségi lista 2018 | MNOÖ nemzetiségi lista 2018 | MNOÖ nemzetiségi lista 2018 |
| --------------------------- | --------------------------- | --------------------------- |
| Jelöltek                    | 1.                          | Ritter Imre                 |
| Jelöltek                    | 2.                          | Heinek Ottó                 |
| Jelöltek                    | 3.                          | Englenderné Hock Ibolya     |
| Jelöltek                    | 4.                          | Manz József György          |
| Jelöltek                    | 5.                          | Gáspár Kinga                |

Március 23-án lezárult nemzetiségi szavazók országgyűlési választásra kiterjedő nyilvántartásba vétele.
A kedvezményes kvóta elérésével Ritter Imre listavezető szerzett országgyűlési képviselői mandátumot.